# Akarçay, Birecik
Akarçay là một xã thuộc huyện Birecik, tỉnh Şanlıurfa, Thổ Nhĩ Kỳ. Dân số thời điểm năm 2011 là 570 người.